# ポントス山脈

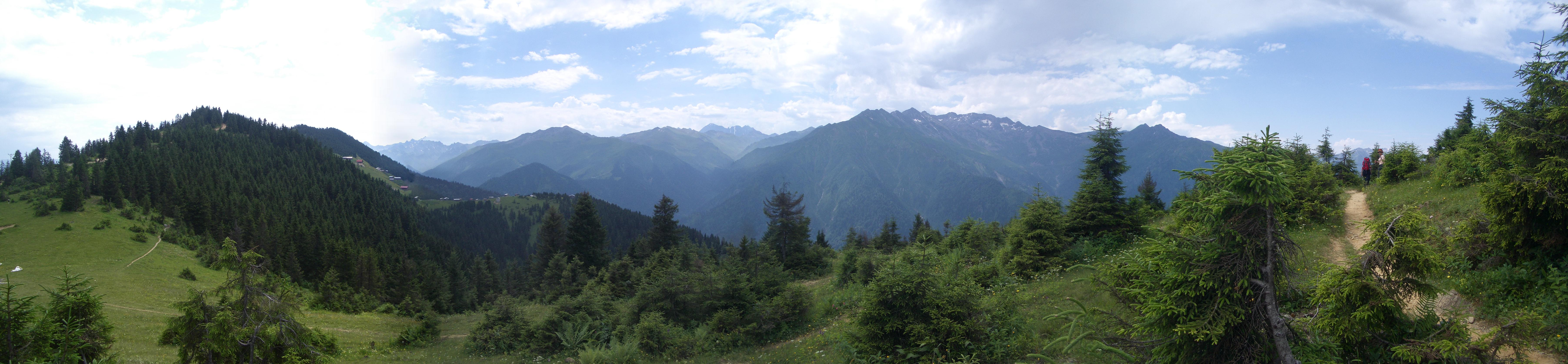
ポントス山脈

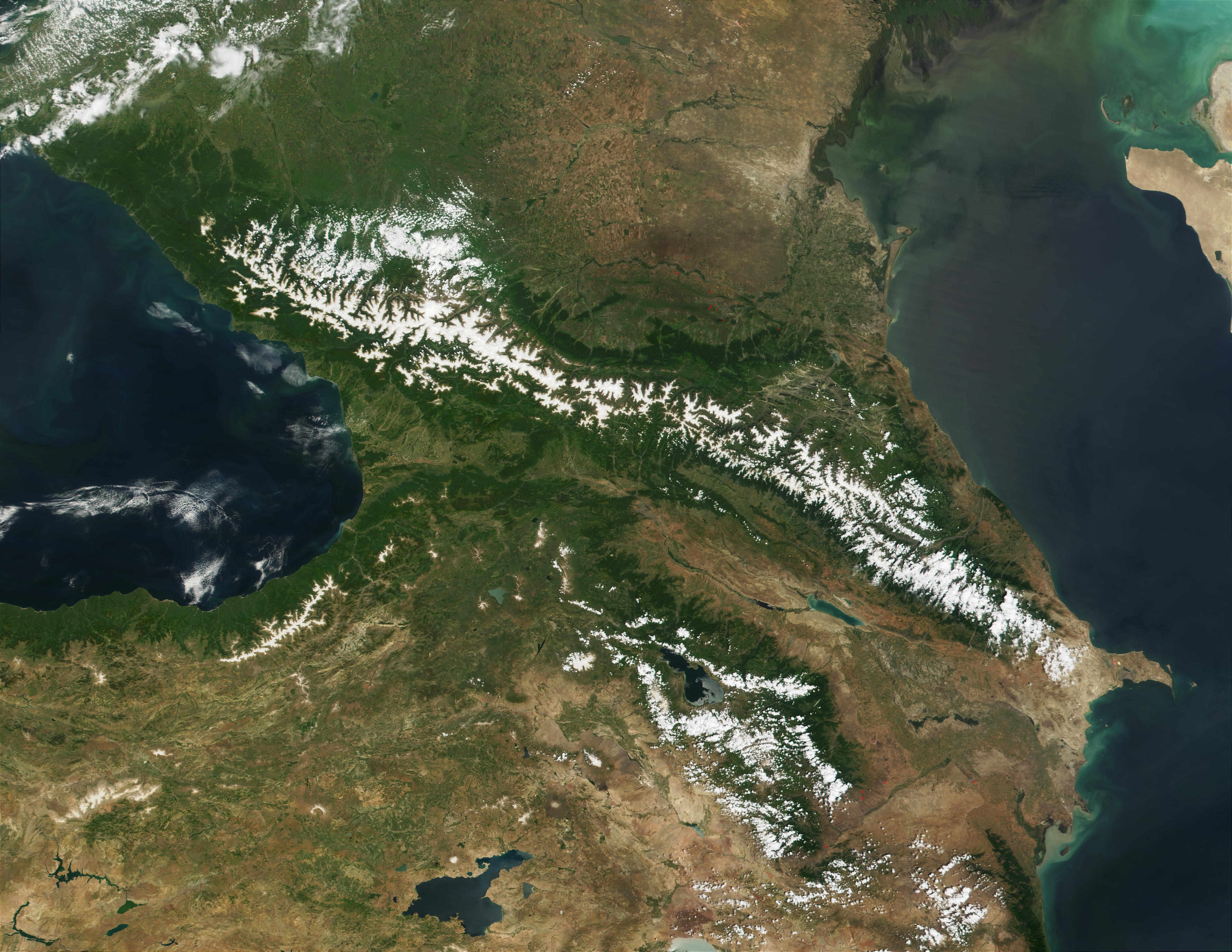
カフカース周辺の写真。中央で右下がりに大きく雪に覆われているのがカフカース山脈、その左が黒海、黒海の右下で小さく右上がりに雪に覆われているのがポントス山脈

ポントス山脈（ポンティク山脈、トルコ語: Doğu Karadeniz Dağları=東黒海山脈, 英: Pontic Mountains）はトルコ北部ポントスの南部にある山脈。最高峰は3,942メートルのカチカル山 (Kaçkar Dağı) 。カチカル山周辺だけを特にカチカル山脈 (Kaçkar Mountains) と呼ぶ。現地ではParharとも呼ばれ、これはヒッタイト語で「頂点」を意味している。ギリシャ語では「ポントス・アルプス」(Ποντιακές Άλπεις)、また歴史的に同地に長く居住していたポントス人のポントスギリシャ語 (Pontic Greek) では「ポンディアカ・パルハレ」(Ποντιακά Παρχάραι)とも呼ばれる。
黒海とアナトリア半島を隔てる北アナトリア山脈（クゼイアナドール山脈、Kuzey Anadolu Dağları）の一部であるが、北アナトリア山脈の意味で用いられることもある。
北アナトリア山脈（ポントス山脈）は、黒海沿岸に沿って東西に伸びており、その東端はジョージアにまで達する。この山脈に沿って北アナトリア断層と北東アナトリア断層 (Northeast Anatolian Fault) がある。
北アナトリア山脈の多くは森林に深く覆われており、針葉樹と広葉樹の混交林となっている。これは北アナトリア針葉樹及び落葉樹林 (Northern Anatolian conifer and deciduous forests) と呼ばれている。この森にはカフカースクロライチョウ (Caucasian Black Grouse) やクビワツグミ、アカビタイセリン (Red-fronted Serin) 、カベバシリなどの野鳥がすむ。